# Periodismo deportivo

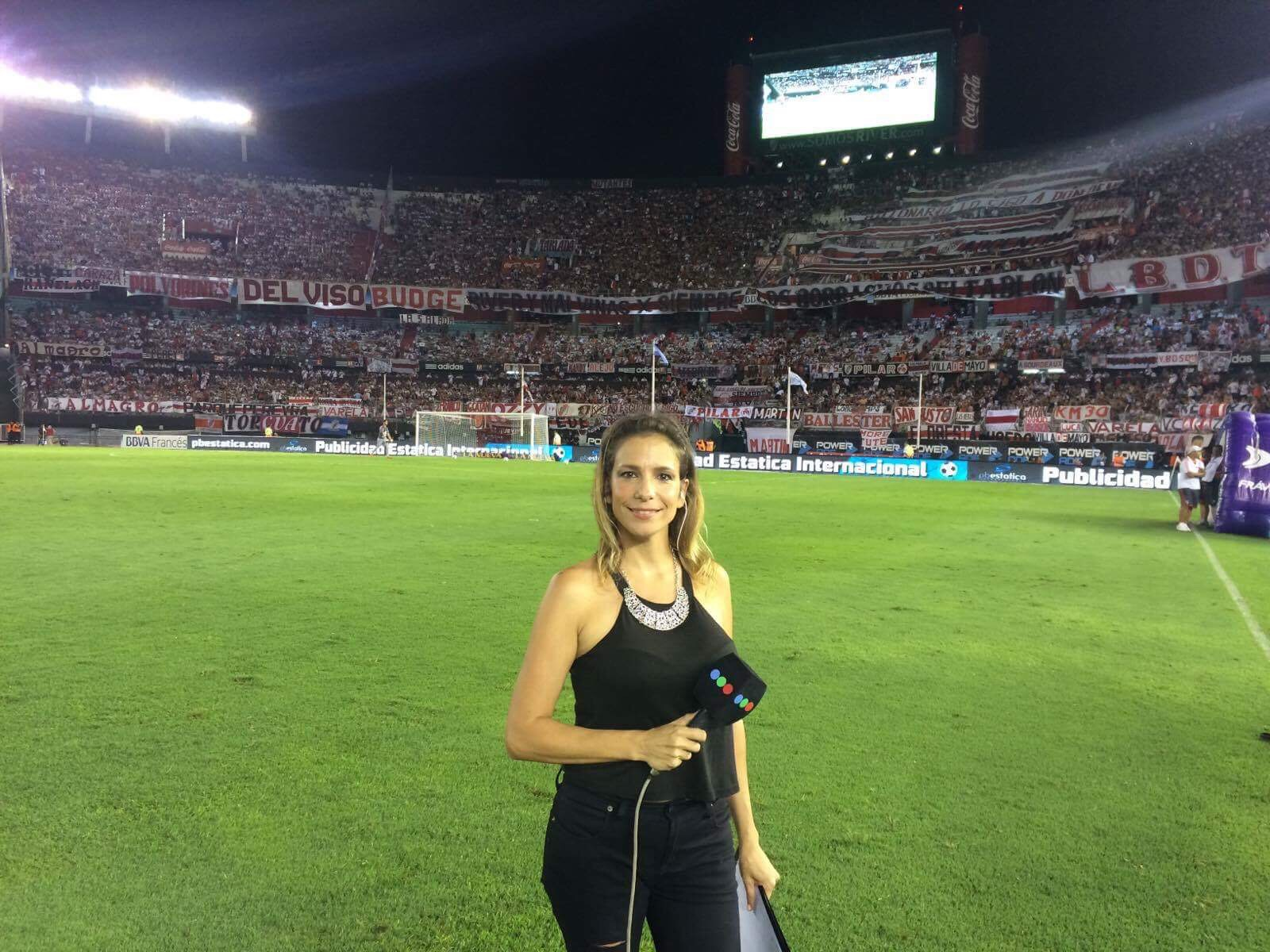
La periodista Ángela Lerena, transmitiendo desde un estadio de fútbol en Argentina.

El periodismo deportivo es la rama del periodismo dentro de las ciencias de la comunicación social, que informa principalmente sobre temas relacionados con el deporte y los certámenes deportivos. A su vez, no se debe pensar que el periodista deportivo sólo puede hablar de deportes, ya que no deja de ser un comunicador social formado con las herramientas necesarias para desarrollar diversas actividades dentro de los medios de comunicación. El periodismo deportivo ha crecido en las últimas décadas a medida que el deporte mismo se ha convertido en un poder económico e influyente. En la actualidad, es la modalidad informativa de mayor éxito social, debido a que encaja perfectamente en las nuevas tecnologías, usos y canales de información.
El periodismo deportivo suele ser una sección destacada en muchos medios de comunicación. Existen incluso asociaciones y gremios de periodistas deportivos en muchos países, a nivel regional e internacional, que se dedican a transmitir información específicamente deportiva. Así mismo, también existen medios de comunicación que se especializan sólo en la información deportiva. Entre los periódicos más destacados en Europa se encuentran L'Équipe en Francia, La Gazzetta dello Sport en Italia, Marca y AS en España, Gazeta Sporturilor en Rumania y Sporting Life en Gran Bretaña. En Estados Unidos se destacan las emisoras Sports Illustrated y Sporting News y grupo de medios ESPN.